# هرماینی گرنجر
هرماینی جین گرنجر (به انگلیسی: Hermione Jean Granger) یکی از شخصیت‌های مجموعه داستان‌ها هری پاتر نوشته جی.کی. رولینگ است. این شخصیت بهترین دوست  هری پاتر و رون ویزلی به‌ شمار می‌رود.

## پیش‌زمینه شخصیت
هرماینی گرنجر در مجموعه کتاب‌های هری پاتر همکلاسی و دوست صمیمی هری پاتر و رون ویزلی است. ریشه نام او به اساطیر یونان باستان و یکی از خدایان به نام هرمس برمیگردد که بسیار باهوش و پیام رسان بین خدایان و انسانها بوده‌است. وی در تاریخ ۱۹ سپتامبر ۱۹۷۹ از پدر و مادری متولد شد که هر دو دندانپزشک و غیر جادوگر بودند و عده ای در جامعه جادوگری به افرادی که والدین شان جادوگر نیستند به دیدهٔ تحقیر و با لقب ماگل یا مشنگ‌زاده صدا می‌کنند (از جمله دراکو مالفوی). (بدین ترتیب او بزرگ‌ترین عضو این گروه سه نفره به‌شمار می‌آید) او باهوش ترین دانش‌آموز در مدرسه شبانه‌روزی هاگوارتز به حساب می‌آید و همواره نمرات عالی در همه درس‌ها کسب می‌کند. به همین دلیل کلاه گروه‌بندی ابتدا قصد داشته وی را به گروه ریونکلا (گروه دانش‌آموزان باهوش) بیندازد ولی در نهایت به گروه دانش‌آموزان گریفیندور (گروه دانش‌آموزان شجاع) راه یافت. وی در همه امتحانات سمج خود (به جز دفاع در برابر جادوی سیاه) نمره عالی کسب کرده‌است و به نظر می‌رسد که تمامی کتاب‌های درسی خود را از حفظ است. هرماینی در سال‌های بالاتر از سوی مدیر مدرسه، پروفسور دامبلدور به عنوان دانشجوی ارشد دانش آموزان در مدرسه انتخاب می‌شود و از شکستن قوانین و مقررات خوشش نمی‌آید ولی در هنگام نیاز هیچ‌گاه پشت هری و رون را خالی نکرده‌است. ترس او همیشه از عدم کسب نمرات عالی در درس‌های مدرسه است و بوگارت او به شکل پروفسور مک‌گونگال است که به وی می‌گوید در همه امتحانات مردود شده‌است.
چوبدستی او از چوب درخت مو و ریسه قلب اژدها ساخته شده‌است. سپر مدافع هرماینی به شکل یک سمور (حیوان مورد علاقهٔ رولینگ) است.

## حضور در کتاب‌ها

### هری پاتر و سنگ جادو
در هری پاتر و سنگ جادو ما نخستین بار زمانی هرماینی را ملاقات می‌کنیم که در قطار سریع‌السیر هاگوارتز به دنبال وزغ گمشده نویل لانگ‌باتم می‌گردد. هرماینی در همین زمان به هری و رون می‌گوید که کلیه کتاب‌های درسی خود را کامل حفظ کرده‌است. او در ابتدا به طرز آشکاری خودشیفته و خودنما است و خیلی زود دبیران را به خود علاقه‌مند می‌کند ولی هری و رون چندان به دوستی با او علاقه‌ای ندارند تا این‌که روزی رون در نزد هری از هرماینی بدگویی می‌کند ولی هرماینی می‌شنود و گریه‌کنان به دستشویی دخترها می‌رود. در همان شب یک غول غارنشین به دستشویی دخترها حمله می‌کند ولی هری و رون به کمک هرماینی می‌شتابند و او را نجات می‌دهند. از آن پس این سه به دوستانی صمیمی تبدیل می‌شوند. هرماینی در انتهای کتاب برای نجات سنگ جادو به کمک هری می‌شتابد (نیکلاس فلامل (دارنده سنگ جادو) را به آن‌ها معرفی می‌کند), هری و رون را از دست گیاه غول پیکر و مرگباری به نام «تله شیطان» نجات می‌دهد و موفق می‌شود معمای منطقی پروفسور اسنیپ را حل کند.

### هری پاتر و تالار اسرار
در هری پاتر و تالار اسرار هرماینی پس از بازشدن تالار اسرار با همفکری هری و رون و جستجو در کتابخانه‌ها و پرسش از معلمان، سرانجام موفق می‌شود راز حفره اسرار را کشف کند و بفهمد که هیولای تالار یک باسیلیسک است که از طریق مجرای فاضلاب به قربانیان حمله می‌کند ولی قبل از آن که این خبر را به اطلاع هری و رون برساند توسط هیولای تالار مورد حمله قرار می‌گیرد و خشک می‌شود. هری و رون می‌توانند برگه‌ای از کتابخانه را که در دست هرماینی مچاله شده‌است بیابند و بدین طریق راز تالار اسرار را کشف می‌کنند. مدتی بعد با آماده شدن عصاره « «مهر گیاه»» هرماینی به حالت عادی بازمی‌گردد.

### هری پاتر و زندانی آزکابان
در هری پاتر و زندانی آزکابان هرماینی گربه‌ای به نام کج پا خریداری می‌کند که همیشه به دنبال خال‌خالی، موش رون است. . برنامه درسی هرماینی در این کتاب بسیار عجیب است زیرا به نظر می‌رسد که او در یک زمان در چند کلاس شرکت می‌کند. وی نخستین کسی است که پی می‌برد پروفسور لوپین یک گرگینه‌است. در برهه‌ای از داستان به نظر می‌رسد که گربه هرماینی موش رون را خورده‌است و به همین دلیل میانه‌اش با رون برای مدتی شکرآب می‌شود ولی در انتها با مشخص شدن این که سیریوس بلک بی‌گناه است، هرماینی با کمک ساعت زمان‌برگردانی که برنامه درسی‌اش را توضیح می‌دهد، با هری در زمان به عقب بازگشته و سیریوس بلک را نجات می‌دهند.

### هری پاتر و جام آتش
در هری پاتر و جام آتش هرماینی همراه خانواده ویزلی و هری به جام جهانی کوییدیچ می‌روند. هرماینی با ورود به هاگوارتز برای دفاع از حقوق جن‌ها ی خانگی ت.ه.و. ع (تشکیلات هواداری و عمرانی جن‌ها ی خانگی) را تشکیل می‌دهد (فکر ایجاد این تشکیلات از رفتار بد بارتی کراوچ با وینکی، بردگی جن‌ها در هاگوارتز و رضایت شغلی ان‌ها به ذهن او خطور کردو با ملاقات دابی در هاگوارتز به اشتیاق او برای جلب جن‌ها افزود). هرماینی در تمام مدتی که رون با هری قهر است به عنوان واسطه عمل می‌کند و سعی دارد آن‌ها را آشتی دهد. در اواسط کتاب، ویکتور کرام بازیکن کوییدیچ بلغاری به وی علاقه‌مند می‌شود و او را برای جشن کریسمس به همراهی دعوت می‌کند و این امر باعث جروبحث مفصل هرماینی با رون (که او نیز به هرماینی علاقه‌مند شده‌است) می‌گردد. هرماینی در تمامی مراحل مسابقات سه جادوگر یار و یاور هری است و در آموزش افسون‌ها و طلسم‌ها به وی به هیچ وجه کوتاهی نمی‌کند.

### هری پاتر و محفل ققنوس
در هری پاتر و محفل ققنوس هرماینی نتیجه تمامی تلاش‌های خود را می‌گیرد و به عنوان دانش‌آموز ارشد انتخاب می‌شود. و همچنین برای تشکیل گروه دفاع در برابر جادوی سیاه ارتش دامبلدور از هیچ تلاشی کوتاهی نمی‌کند. او تمامی آزمونهای سمج خود را با نمراتی عالی پشت سر می‌گذارد و در انتهای کتاب با نقشه خود باعث نجات هری از دست آمبریج می‌شود و به همراه او، رون، جینی، نویل و لونا به وزارت سحر و جادو می‌رود تا سیریوس را نجات دهند.
آزمون سمج بر اساس سطح‌های زیر است که هرماینی در همه درس‌هایش O یا عالی می‌گیرد به جز دفاع در برابر جادوی سیاه که E یا فراتر از حد انتظار می‌گیرد.
امتیازها در آزمون سمج((سطوح مقدماتی جادوگری)):
O=عالی E=فراتر از حد انتظار
A=قابل قبول P=ضعیف
D=افتضاح T=غول غارنشین
«بر اساس کتاب هری پاتر و شاهزادهٔ دورگه»

### هری پاتر و شاهزاده دورگه
در سرتاسر کتاب هری پاتر و شاهزاده دورگه هرماینی به هری راجع به کتاب معجون‌سازی پیشرفته شاهزاده دورگه هشدار می‌دهد (البته کمی هم به خاطر پیشرفت هری در درس معجون‌سازی به او حسادت می‌کند). رابطه عاطفی وی با رون در این کتاب پر فراز و نشیب است و مدتی نیز به خاطر دوست‌شدن رون با لاوندر براون دست به انتقام‌جویی می‌زند ولی سرانجام این رابطه عاطفی اوج می‌گیرد و این دو علاقه‌مندی به یکدیگر را ابراز می‌کنند. هرماینی شجاعانه در پایان کتاب در دوئل با مرگ‌خواران در درون قلعه شرکت می‌کند و خوشبختانه آسیبی نمی‌بیند. با تصمیم هری مبنی بر عدم بازگشت به هاگوارتز در سال آینده و سفر به جستجوی جان‌پیچ‌ها هرماینی نیز همانند رون اعلام می‌کند که در این سفر او را همراهی خواهد کرد.

### هری پاتر و یادگاران مرگ
در هری پاتر و یادگاران مرگ پی می‌بریم که تصمیم هرماینی برای همراهی با هری کاملاً جدی است زیرا وی برای محافظت از مادر و پدرش حافظه آن‌ها را تغییر داده (نام طلسم ابلی وی ایت) و همچنین کتاب‌هایی در رابطه با جان‌پیچ‌ها از دفتر دامبلدور برداشته‌است. وی در طول سفر (حتی طی زمانی که رون آن‌ها را ترک می‌کند) هری را ترک نمی‌کند و چندین بار هری و رون را از دست مرگ‌خوارانی که قصد دستگیریشان را دارند نجات می‌دهد. وی در یافتن جان‌پیچ‌ها و نابودی آن‌ها کمک شایانی به هری می‌کند و در زیر شکنجه بلاتریکس لسترنج دربارهٔ شمشیر گریفیندور به سرعت داستانی ساختگی سر هم می‌کند و به او تحویل می‌دهد. سرانجام هرماینی در نبرد نهایی هاگوارتز همراه با هری و رون شرکت می‌جوید.

#### سرانجام هرماینی گرنجر
در بخش پایانی آخرین کتاب هری پاتر، هرماینی پس از ۱۹ سال با رون ویزلی ازدواج کرده و صاحب دو فرزند با نام‌های هوگو و رز شده‌است. او کار خود را با استخدام در سازمان ساماندهی و نظارت بر امور موجودات جادویی آغاز می‌نماید و در این سازمان موفق می‌شود زندگی را برای جن‌های خانگی بسیار آسان کند. سپس به سازمان اجرای قوانین جادویی ارتقا می‌یابد و سرانجام در این سازمان موفق می‌شود که تمامی قوانین نژادپرستانه‌ای که به نفع اصیل‌زادگان است را ریشه‌کن نماید. او همچنین در کتاب هری پاتر و فرزند نفرین شده به عنوان وزیر سحر و جادو و همچنین در شغل استاد دفاع در برابر جادوی سیاه ظاهر می‌شود شخصیت هرماینی بی شک گزیده‌ای از شخصیت خود خانم رولینگ است.